# Wojciech Nowak (chirurg)
Wojciech Nowak (ur. 21 września 1949 w Krakowie) – polski lekarz chirurg, profesor nauk medycznych, nauczyciel akademicki, rektor Uniwersytetu Jagiellońskiego w kadencjach 2012–2016 i 2016–2020.

## Życiorys
W 1974 ukończył studia medyczne na Akademii Medycznej im. Mikołaja Kopernika w Krakowie. Uzyskiwał kolejno stopnie doktora (1981) i doktora habilitowanego (1996) nauk medycznych. Postanowieniem prezydenta RP z 20 sierpnia 2003 otrzymał tytuł profesora nauk medycznych. Specjalizacje lekarskie uzyskiwał w zakresie chirurgii – I stopnia w 1977 i II stopnia w 1984.
Zawodowo związany z Collegium Medicum Uniwersytetu Jagiellońskiego. W latach 1999–2005 był prodziekanem Wydziału Lekarskiego ds. studiów klinicznych, następnie do 2008 dziekanem tego wydziału. Od 2003 jednocześnie zajmował stanowisko zastępcy ordynatora Oddziału Klinicznego Kliniki Chirurgii Ogólnej i Gastroenterologicznej w krakowskim Szpitalu Uniwersyteckim. Od 2008 do 2012 Wojciech Nowak pełnił funkcję prorektora UJ ds. Collegium Medicum. W latach 2004–2008 był kierownikiem Katedry Anatomii, a w 2009 objął kierownictwo III Katedry Chirurgii Ogólnej. 20 kwietnia 2012 został wybrany na rektora tej uczelni na kadencję 2012–2016 (od 1 września 2012). 7 kwietnia 2016 uzyskał reelekcję na drugą czteroletnią kadencję.
W latach 2010–2011 był przewodniczącym European Society of Surgery. Uzyskał również członkostwo m.in. w European Union Network of Excellence for Gastric Cancer, był specjalistą wojewódzkim w dziedzinie transplantologii klinicznej oraz konsultantem wojewódzkim w dziedzinie chirurgii ogólnej. W 2016 został nowym przewodniczącym Konferencji Rektorów Uniwersytetów Polskich na lata 2016–2020.

## Odznaczenia
- Officier Orderu Świętego Karola – Monako, 2012[7]
- Chevalier Legii Honorowej – Francja, 2024[8]